# Owen Sound
Owen Sound – miasto w Kanadzie, w prowincji Ontario, w hrabstwie Grey. Leży u południowego końca długiej zatoki Owen Sound, będącej z kolei częścią zatoki Georgian Bay należącej do akwenu jeziora Huron.
Powierzchnia Owen Sound to 23,51 km². Według danych spisu powszechnego z roku 2001 Owen Sound liczy 21 431 mieszkańców (911,57 os./km²).

## Historia
William Fitzwilliam Owen, który wraz z porucznikiem Henrym W. Bayfieldem w latach 1815-1816 badał kanadyjskie partie tzw. „górnych” jezior, nadał jednej z zatok w południowej części Georgian Bay nazwę “Owen Sound” na cześć swego starszego brata – również żeglarza, później admirała Royal Navy, Sir Edwarda Owena. W 1841 r. na końcu tej zatoki Charles Rankin założył osadę nazwaną Sydenham, która w 1851 r. została przemianowana na Owen Sound.
W latach 1941-1942 w Owen Sound działał obóz szkoleniowy Wojska Polskiego "Kościuszko", przez który przeszło 1036 żołnierzy służących później na frontach II wojny światowej. Istnienie obozu upamiętnia dziś Drzewo Polskiego Żołnierza oraz tablica pamiątkowa w centrum miasta. 

## Sport
- Owen Sound Attack – klub hokejowy